# ねこしたPONG
ねこしたPONG（ねこした ぽん）は成人向け漫画を執筆する日本の漫画家であり、代表作は『魔法少女メルル』である。別に、犬上利一（いぬがみ りいち）の名義を持つ。滋賀県出身、東京都在住。男性。

## 概要

### 筆名の由来
- その名は別の筆名「犬上利一」の語義的反転のような発想で付けられたものであり、すなわち、「犬」と「ねこ（猫）」、「上」と「した（下）」、「利一（麻雀用語：リーチ）」と「PONG（麻雀用語：ポン）」が対を成している。犬上利一の名は某有名漫画家（劇画家）への憧れからその名に肖り、同時に、苗字は出身地名「犬上郡」（犬上御田鍬縁の地でもある）を、個人名は世話になった先輩の名を当てたものでもある。

### 主な活動
- 1980年代後半、おとぎ話の二次創作を犬上利一名義でSM雑誌『S&Mスナイパー』に連載。

1987年の「おやゆびひめ」がデビュー作。
- 1990年代前半、『魔法少女メルル』をアダルトゲーム雑誌『ファンタジェンヌ』に連載。

連載分は、一部未掲載ながら『コミック・ファンタジェンヌ』にまとめて収録された。のち、サークル「片励会」（主催：かわらじま晃）の同人誌にも再掲載されている。漫画『魔法少女メルル』は単行本化されていないため、これらの掲載物が出版されている物の全てである。
『ファンタジェンヌ』誌で『魔法少女メルル』の連載が中断した後、同誌 Vol.7, 8, 9 では中断の理由等を 2ページに渡って語る。その後、読者通信欄の「ああっ民衆の雄叫び」で近況等を「ねこした通信」と称して1995年8月号から1996年9月号まで14回連載した。

## 作品・掲載物の一覧

### 犬上利一名義の作品
- S&Mスナイパー掲載　ミリオン出版
  - 1987年9月号 フォークロア・イラストレイテッド おやゆびひめ（親指姫）
  - 1987年10月号 よい子の昔話シリーズ(よい子の日本昔話シリーズ 1) 赤い靴
  - 1987年11月号 よい子の日本昔話シリーズ 2 かぐや姫/早乙女抄
  - 1987年12月号 よい子の日本昔話シリーズ 3 かぐや姫/月夢抄
  - 1988年1月号 よい子の世界名作童話シリーズ (よい子の世界名作童話シリーズ 1)  マッチ売りの少女
  - 1988年2月号 よい子の世界名作童話シリーズ 丸2  (よい子の世界名作童話シリーズ 2) Mr. NIGHTMARE PRESENTER(ミスター・ナイトメア・プレゼンター、サンタクロース）
  - 1988年3月号 日本昔話シリーズ (よい子の日本昔話シリーズ 4) 夕鶴
  - 1988年4月号 世界名作童話シリーズ/第3弾  (よい子の世界名作童話シリーズ 3)  -雪の女王*前編- 愛のゲルダ
  - 1988年5月号 世界名作童話シリーズ/第3弾 (よい子の世界名作童話シリーズ 3) -雪の女王*後編- 凍結のカイ
  - 1988年8月号 日本昔話シリーズ 其の五 (よい子の日本昔話シリーズ 5) 鬼討草子(キトウソウシ、桃太郎)  樂樂森山(ささもりやま ささは楽の旧字体)の巻
  - 1988年9月号  日本昔話シリーズ 其の六(よい子の日本昔話シリーズ 6) 鬼討草子 黒鉄鬼門の巻
  - 1988年10月号 日本昔話シリーズ 其の七(よい子の日本昔話シリーズ 7) 鬼討草子 鬼厳城の巻
  - 1988年11月号 日本昔話シリーズ 其の八(よい子の日本昔話シリーズ 8) 鬼討草子 (女単)媛楼の巻(センエンロウノマキ)
  - 1989年1月号 日本昔話シリーズ 其の九 (よい子の日本昔話シリーズ 9) 鬼討草子 紅紫禁閨の巻
  - 1989年2月号 日本昔話シリーズ 其の拾 (よい子の日本昔話シリーズ 10) 鬼討草子 百骸郷の巻
  - 1989年3月号 日本昔話シリーズ 其の拾壱 (よい子の日本昔話シリーズ 11) 鬼討草子 夜摩天守廟の巻
  - 1989年4月号  日本昔話シリーズ 其の拾弐 (よい子の日本昔話シリーズ 12) 鬼討草子 眠堂宝殿の巻(ネムリドウホンデンノマキ)

- よい子の世界名作童話シリーズ(上記の抜粋)

おやゆびひめ、マッチ売りの少女、Mr. NIGHTMARE PRESENTER、雪の女王
- よい子の日本昔話シリーズ(上記の抜粋)

赤い靴、かぐや姫(早乙女抄、月夢抄)、夕鶴、鬼討草子（樂樂森山の巻,黒鉄鬼門の巻,鬼厳城の巻,(女単)媛楼の巻,紅紫禁閨の巻,百骸郷の巻,夜摩天守廟の巻,眠堂宝殿の巻）

### 魔法少女メルル ファンタジェンヌ 掲載分
- ミリオンムック ファンタジェンヌ Vol.1　大洋図書　1993年
- ホリディコミック 12/25 増刊号 ファンタジェンヌ Vol.3　大洋図書　1993年
- ホリディコミック 2/25 増刊号 ファンタジェンヌ Vol.4　大洋図書　1994年
- ホリディコミック 4/25 増刊号 ファンタジェンヌ Vol.5　大洋図書　1994年
- ホリディコミック 6/25 増刊号 ファンタジェンヌ Vol.6　大洋図書　1994年
- ホリディコミック 2/25 増刊号 ファンタジェンヌ Vol.10　大洋図書　1995年
- ホリディコミック 4/25 増刊号 ファンタジェンヌ Vol.11　大洋図書　1995年
- ファンタジェンヌ 1995年6月号　大洋図書
- ホリデイコミック 6/30 増刊 コミックファンタジェンヌ Vol.1　晋遊舎　1995年

### 魔法少女メルル 同人誌 掲載分
- WINTERスペシャル '97　片励会　1997年12月
- 魔法飴 1st　片励会　2001年8月
- 魔法飴 2nd　片励会　2001年12月
- 魔法飴 3rd　片励会　2002年8月
- 魔法飴 4th　片励会　2002年12月
- マジカル★セレクション　片励会　2004年8月

### その他の商業誌作品
- 王国軍戦記 -浮遊伝承- （挿絵） ファンタジェンヌ Vol.2

### 他作品の掲載同人誌
- B☆EST Vol.2　1989年12月　オリジナル系（主催・名義：犬上利一）

### VHS
- 魔法少女メルル　ビームエンタテイメント
- 魔法少女メルル 2　ビームエンタテイメント

### レーザーディスク
- 魔法少女メルル　ビームエンタテイメント
- 魔法少女 メルル 2　-サハギンの河-　ビームエンタテイメント

### VCD
- 魔法少女メルル　あかとんぼ
- 魔法少女メルル 2　あかとんぼ

### DVD
- 魔法少女メルル　ハピネット・ピクチャーズ
- 魔法少女メルル 2　ハピネット・ピクチャーズ

### PCゲーム
- 魔法少女メルル -神々の至宝を求めて-　あかとんぼ